# Дятловичский сельсовет (Брестская область)
Дятловичский сельсовет (белор. Дзятлавіцкі сельсавет) — административная единица на территории Лунинецкого района Брестской области Беларуси. Административный центр — агрогородок Дятловичи.

## Состав
Дятловичский сельсовет включает 4 населённых пунктов:
- Боровцы — деревня
- Дятловичи — агрогородок
- Станция Дятловичи — деревня
- Куповцы — деревня